# Crosstown Traffic
«Crosstown Traffic» es una canción escrita por el músico estadounidense Jimi Hendrix y grabada por the Jimi Hendrix Experience. Fue publicada como la tercera canción de su tercer y último álbum de estudio Electric Ladyland (1968).

## Escritura y temática
La canción trata sobre una chica de la que es difícil deshacerse. Lograr que ella no la quiera es como sortear el tráfico que cruza la ciudad. De acuerdo a Society of Rock, la referencia al “crosstown traffic” podría significar que es difícil “comunicarse con ella”, lo que significa que ella simplemente no está tan interesada en eso, y él dice que es mejor que lo esté, o de lo contrario se irá. El crítico musical Rishi Shah describe la letra como “una improvisación en la que Hendrix contextualiza su búsqueda del amor en forma de una escena de carretera detenida”. El crítico de AllMusic, William Ruhlmann, considera que la letra “critica a una mujer obtusa que es ‘como el tráfico que cruza la ciudad, tan difícil de comunicar contigo’”.

## Composición y arreglos
La canción fue compuesta en un compás de 4
4 con un tempo de 114 pulsaciones por minuto y está escrita en la tonalidad de fa mayor. Las voces van desde C4 a B♭5.
Musicalmente, «Crosstown Traffic» es una canción de Psychedelic funk, blues rock, y acid rock. A diferencia de muchas de las canciones del álbum, esta grabación presenta la formación completa de Experience con Hendrix, Noel Redding y Mitch Mitchell. Hendrix también toca un kazoo improvisado hecho con un peine y papel de seda junto con su guitarra líder, y los coros son interpretados por Redding junto con Dave Mason. Tiene una melodía animada y un estribillo pegadizo, y el crítico musical Ruhlmann lo describe como “una melodía pop común y agradable, excepto por el elaborado arreglo y la producción”.

## Recepción de la crítica
Billboard describió «Crosstown Traffic» como un “swinger pulsante” que “hará una poderosa mella en las listas”. El crítico de la revista Far Out, Jack Whatley, considera la canción como “uno de los momentos en que Hendrix comenzó a estallar por su cuenta” y “el puente perfecto entre el Hendrix de antaño y el Hendrix del futuro que nunca nos presentaron tan formalmente”. Shah la clasificó entre las 18 mejores canciones de Hendrix, describiéndola como “llena de intensidad, acordes ardientes y un ritmo de conducción de principio a fin”.

## Posicionamiento
| Gráfica (1968–69)                  | Pico de posición |
| ---------------------------------- | ---------------- |
| Alemania (Official German Charts)  | 34               |
| Australia (Kent Music Report)      | 37               |
| Canadá (RPM Top Singles)           | 65               |
| Estados Unidos (Billboard Hot 100) | 52               |
| Países Bajos (Single Top 100)      | 48               |
| Reino Unido (UK Singles Chart)     | 37               |